# Хеджхотеп
Хеджхотеп (егип. ḥḏ-ḥtp) — второстепенный древнеегипетский бог тканей и одежды, в меньшей степени ткачества и покойного. Хеджхотеп иногда называется богиней с уадж-скипетром и знаком анх. Возможно, берёт своё происхождение с севера Среднего Египта.
Самые ранние свидетельства о Хеджхотепе относятся ко времени XII династии Среднего царства, когда он упоминается в «Текстах саркофагов» (заклинания 779 и 908).
Культовый центр Хеджхотепа мог существовать в то время к востоку от Файюма в Эль-Лахуне. Именно в близлежащем Харагехе археологические раскопки обнаружили единственную известную стелу AEIN 1540 в честь Хеджхотепа из гробницы Небипу, который носил титулы «возлиятель» и «хранитель одежд». Согласно ономастике живших в районе Гераклеополя людей в период Среднего царства, у Хеджхотепа имелся свой куль и жрецы. В последующие периоду количество священнослужителей снизилось, а изображения Хеджхотепа встречаются эпизодически на саркофагах и литургических текстах о ритуалах в честь фараона.
В период Нового царства Хеджхотепу отводится роль покровителя медицины. Он упомянут наравне с Шезму — богом мазей для лечения болей в голове и животе и в изготовлении амулетов, где он отвечает за их шнуры. Другой папирус того же периода представляет Хеджхотепа двойственным — богом одежды и чинящим козни Монту, возможно, сбежавшим с одной из его жён или принужденным к сексуальным отношениям, как в истории о противостоянии Гора и Сета. С этого времени Хеджхотеп часто ассоциируется с богиней ткачества Таит, а также с Рененутет.
Хеджхотеп чаще почитался в Поздний период эпохи Птолемеев и Римского владычества, когда он в сценах подношений одежды заменяет сына Исиды Гора. В позднейшие времена развивается синкретизм с богом Шу, из-за которого Хеджхотеп стал называться сыном Ра, и первым прикрыл наготу, придумав одежду. Хеджхотеп оставался богом, кто создал одеяние фараона, богов и покойных, помогая тем самым им переродиться в загробном царстве.